# Сакуді
Сакуді (ест. Sakudi) — село в Естонії, входить до складу волості Міссо, повіту Вирумаа.